# Sōma (Fukushima)

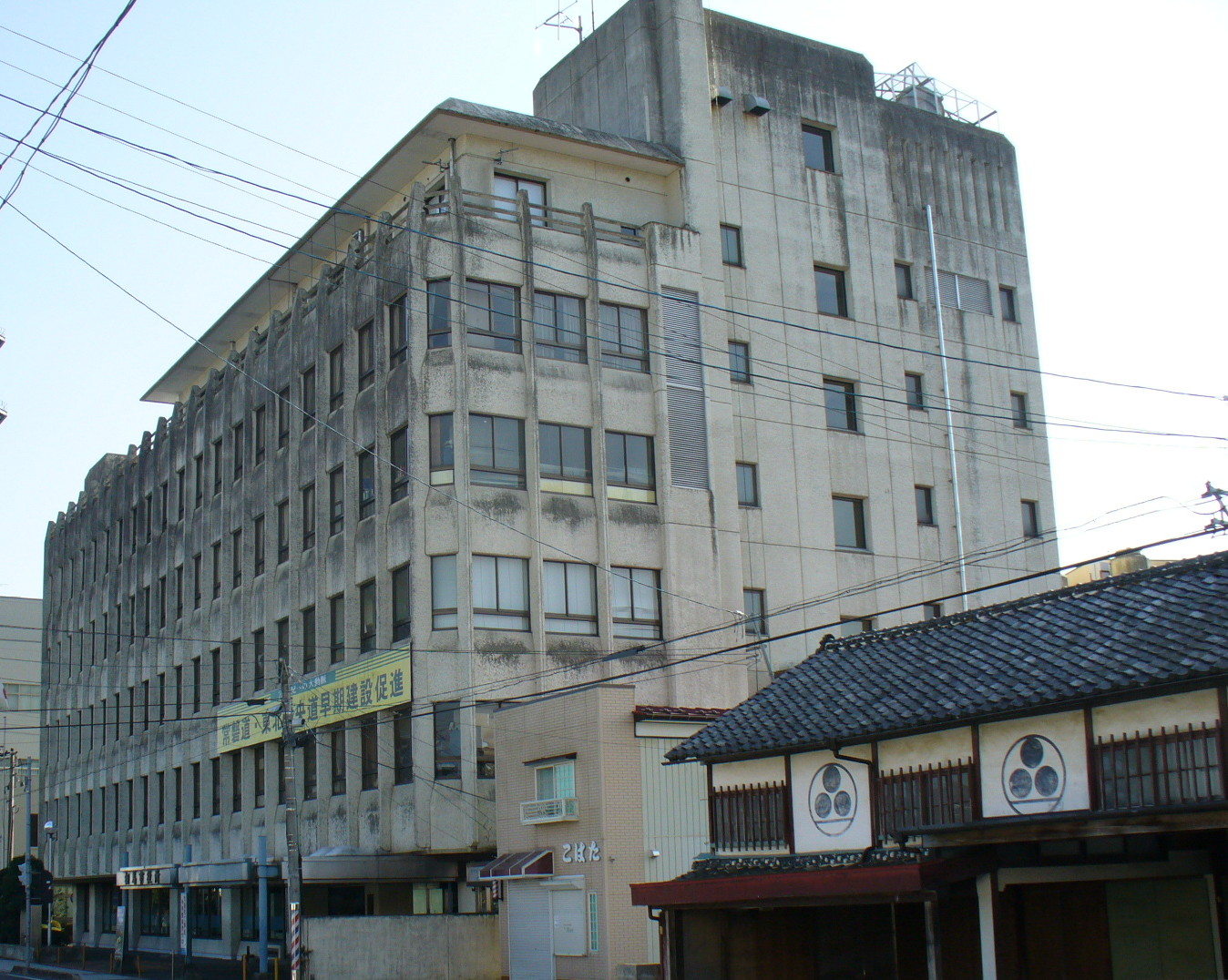
Ayuntamiento de Sōma

Sōma (相馬市 Sōma-shi?) es una ciudad localizada en la prefectura de Fukushima, Japón. En junio de 2019 tenía una población de 37.602 habitantes y una densidad de población de 190 personas por km². Su área total es de 197,79 km².

## Geografía
Sōma está localizada en el noreste de la prefectura de Fukushima, bordeada por el Océano Pacífico al este y por la meseta Abukuma al oeste. Sōma está más cerca de Sendai, en la Prefectura de Miyagi, que de la capital Fukushima.
- Montañas
  - Ryozan (825m)
- Ríos
  - Río Uda
- Accidentes costeros
  - Laguna Matsukawa

### Municipios circundantes
- Prefectura de Fukushima
  - Minamisōma
  - Date
  - Shinchi
  - Iitate
- Prefectura de Miyagi
  - Marumori

## Demografía
Según datos del censo japonés, la población de Sōma se ha mantenido estable en los últimos años.
| Año del censo | Población |
| ------------- | --------- |
| 1995          | 39.449    |
| 2000          | 38.842    |
| 2005          | 38.630    |
| 2010          | 37.817    |
| 2015          | 38.556    |

## Historia
El área actual de Sōma fue alguna vez parte de la Provincia de Mutsu, y ha sido poblada desde el período Jomon. Durante el período Edo, la mayoría del área hizo parte del dominio de Sōma, hogar del clan Sōma a finales del período Sengoku hasta la Guerra Boshin. Después de la restauración Meiji, fue organizada como parte de la Provincia de Iwaki. Con el establecimiento de los sistemas de municipalidades el 1 de abril de 1896, el área fue distribuida en un número de pueblos y villas entre los distritos de Namekata y Uda, perteneciendo a las provincias de Iwaki, Mutsu, y finalmente a la prefectura moderna de Fukushima. En 1896, Namekata y Uda fueron fusionadas para crear el Distrito de Sōma. El asentamiento urbano de Nakamura fue fundado el 1 de abril de 1889. Fue ascendido al estatus de ciudad el 31 de marzo de 1954, siendo finalmente la ciudad de Sōma.

### Terremoto y tsunami de 2011
El área este de Sōma fue prácticamente inundada por el tsunami ocurrido en el 2011. El tsunami ingresó aproximadamente cuatro kilómetros al interior de Sōma, inundando el puerto y el área de la bahía de Matsukawa.
Sōma se encuentra aproximadamente a 45 kilómetros al norte de la planta nuclear Fukushima Daiichi, sitio donde ocurrió el desastre nuclear que siguió al tsunami. Tras éste se declaró un estado de emergencia a causa de fallos en los sistemas de refrigeración en uno de los reactores. Se presentaron tres fuertes explosiones debidas a la liberación de hidrógeno. Finalmente el accidente fue ascendido por el gobierno japonés al nivel 7 en la Escala Internacional de Accidentes Nucleares, nivel similar al del reconocido accidente nuclear en Chernóbil, Ucrania.

## Infraestructura

### Salud

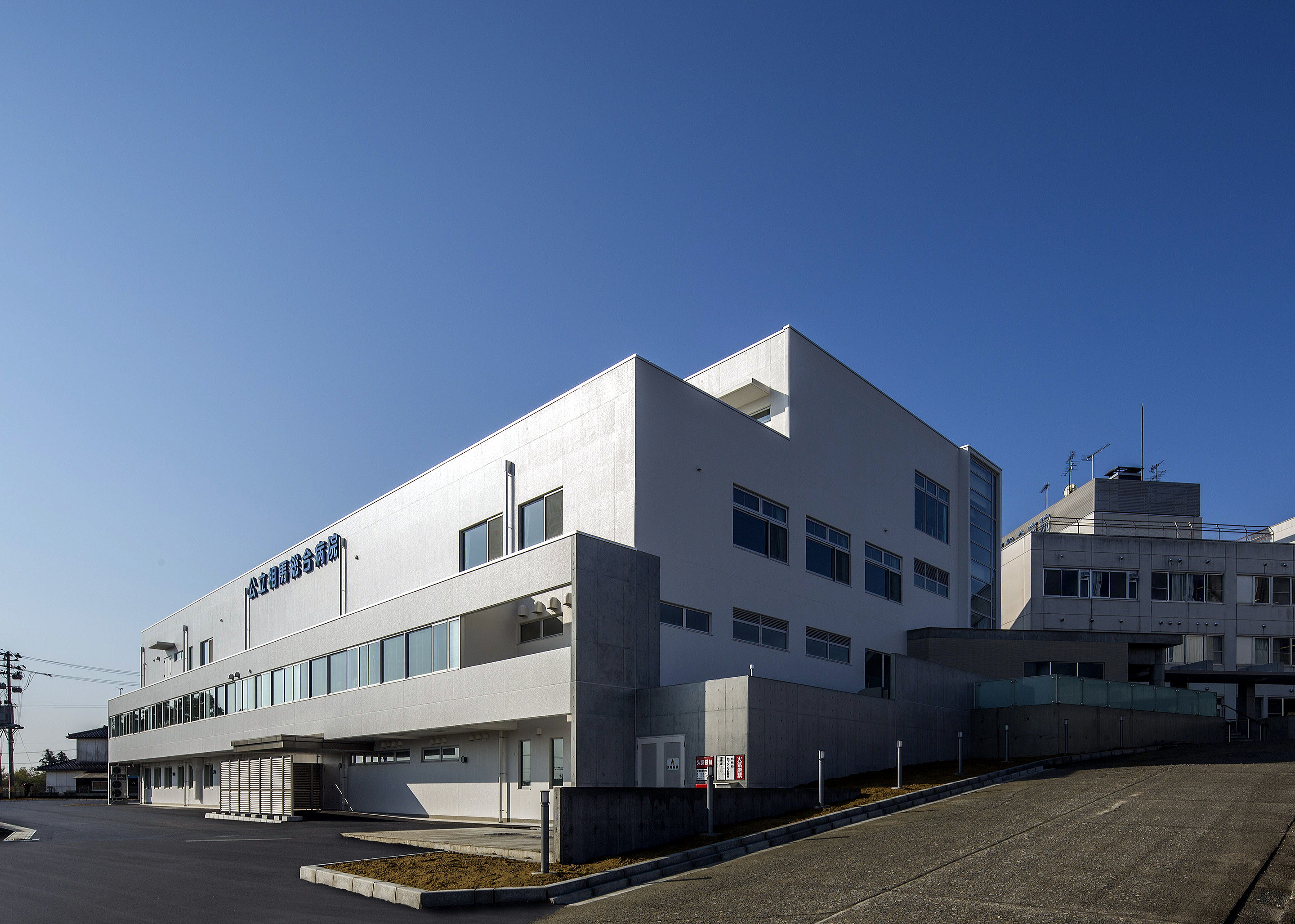
Hospital General de Soma

El hospital general de Soma es una institución pública de salud, cuenta con 240 camas y es uno de los centros de salud más grandes de la prefectura de Fukushima. Sirve a las ciudades de Soma, Shinchi y a las municipalidades cercanas, una población de aproximadamente 130.000 residentes.

### Transporte

#### Tren
La línea de trenes Jōban es manejada directamente por la compañía de trenes del oriente de Japón.

#### Puertos marítimos
La ciudad cuenta con un puerto marítimo, llamado Puerto de Soma.

## Economía
Sōma posee una economía mixta, basada en la agricultura, la pesca comercial y la industria energética. El área es notable por sus extensos cultivos de fresas.

### Turismo
- El festival equino de Soma se lleva a cabo entre el 23 y el 25 de julio cada año, y fue designado como una muestra intangible de propiedad cultural.[9]
- Ruinas del Castillo de Nakamura.
- Santuario de Sōma Nakamura.

## Cultura

### Cerámicas de Soma
En la localidad de Sōma existe un taller de cerámica con piezas únicas, creadas por Shinichi Yamada, este arte se originó a finales del siglo XVII, principio de XVIII.

## Educación
Sōma cuenta con dos universidades, cinco instituciones de educación media y diez escuelas básicas primarias.

## Personalidades notables de Sōma
- Tochiazuma Tomoyori – luchador profesional de sumo
- Takahiro Suzuki – jugador de béisbol profesional